# Германовичі
Ге́рмановичі (біл. Германавічы) — село в Шарковщинському районі Вітебської області, центр сільської ради.
Село розташоване на річці Дісна, за 17 км на північний схід від районного центру.
Населення села становить 645 осіб (2006).
В селі працюють школа та дитячий садок, відділення банку, пошта, комбінат побутового обслуговування.

## Історія
Германовичі вперше згадуються в 1563 році під назвою Єрмановічи як село Великого князівства Литовського на межі з Полоцьким воєводством. Належало Сапегам. З 1565 року в Браславському повіті Віленського воєводства. З 1739 року Германовичі — центр маєтку, що належав Яну фон Екель Гільзену. З 1782 року — власність роду Ширинів, що збудували тут костел та каплицю.
З 1793 року село перебувало у складі Російської імперії, у Дісненському повіті. З 1921 року — у складі Польщі, з 1939 року — в БРСР, з 1940 року центр сільради.

## Визначні місця
- Германовицький музей культури і побуту
- Германовицька садиба
- Германовицький костел Благовіщення Пресвятої Діви Марії